# Кутявин, Иван Дмитриевич
Иван Дмитриевич Кутявин (1906—1985) — советский учёный, доктор технических наук, профессор.
Автор многих трудов и нескольких патентов.

## Биография
Родился 29 мая 1906 года в селе Чепца Вятской губернии.
В 1925 году поступил на рабфак в городе Омске, окончив который в 1928 году, поступил в Томский технологический институт (ТПИ, ныне Томский политехнический университет).
Окончив вуз, с 1932 года продолжил работу в нём в качестве инженера, аспиранта кафедры общей электротехники. В 1936 году защитил кандидатскую диссертацию и был избран на должность доцента кафедры «Электрических станций, сетей и систем». С 1938 года исполнял обязанности заместителя заведующего кафедрой. В 1940 году Иван Кутявин возглавил эту кафедру.
Во время Великой Отечественной войны работал с другими томскими учеными в обеспечении электроснабжения промышленных предприятий, в частности в проектировании и сооружении Томской ГРЭС-2.
После окончания войны, в 1954 году, Кутявин защитил докторскую диссертацию. В 1956—1958 годах был деканом энергетического факультета ТПИ. В течение более 30 лет возглавлял кафедру «Электрических станций, сетей и систем», с 1973 года работал на ней профессором-консультантом.
В течение своей научной деятельности Иван Дмитриевич внес значительный вклад в области релейной защиты. Он предложил быстронасыщающиеся трансформаторы тока для дифференциальной защиты, получившие широкое применение в Советском Союзе и за рубежом. Им была создана школа по проблеме развития и совершенствования релейной защиты электрических систем.
Награжден орденами Октябрьской Революции и «Знак Почета», а также медалями.
Умер в 1985 году в Томске.
На одном из корпусов Томского политехнического университета И. Д. Кутявину установлена памятная доска с текстом: «Основатель Сибирской школы релейной защиты электроэнергетических систем Кутявин Иван Дмитриевич, доктор технических наук, профессор. Служил в университете. 1932-1985 гг.».